# Наташа Рамбова
Наташа Рамбова (англ. Natacha Rambova, урождённая Уинифред Кимбол Шонесси (Winifred Kimball Shaughnessy), 19 января 1897, Солт-Лейк-Сити — 5 июня 1966, Пасадина, Калифорния) — американская художница по костюмам, декоратор, актриса немого кино, танцовщица и египтолог.

## Биография
Родилась в Солт-Лейк-Сити в семье мормонов. Её детство прошло в Сан-Франциско, а образование она получила в Великобритании. После возвращения в США Рамбова начала карьеру танцовщицы в Нью-Йорке под руководством балетмейстера Фёдора Козлова. В 19 лет она переехала в Лос-Анджелес, где последующие годы работала дизайнером костюмов для голливудских фильмов.
Вскоре она познакомилась с Рудольфом Валентино, за которого в 1923 году вышла замуж. Вскоре выяснилось, что к тому моменту расторжение предыдущего брака Валентино не было официально завершено, из-за чего он попал под суд как двоеженец.
Брак с популярным актёром принёс ей широкую известность в шоу-бизнесе. Однако друзья и коллеги Валентино отзывались о Рамбовой крайне негативно, обвиняя её в ряде его провалов в кино. При этом и сам актёр быстро охладел к Рамбовой и даже внёс в контракт со студией требование, чтобы её не допускали на площадку во время его съёмок. После расставания в 1925 году она вернулась в Нью-Йорк, где открыла собственный магазин одежды на Манхэттене.
В концу 1931 года Рамбова, обеспокоенная экономической ситуацией в США после Великой депрессии, закрыла свой магазин одежды и поселилась во Франции в городке Жюан-ле-Пен. Во время одного из круизов на Балеарские острова она познакомилась с испанским аристократом Альваро де Урсайсом, за которого в 1932 году вышла замуж. Пара поселилась на Майорке, где занималась восстановлением и продажей заброшенных испанских вилл.
В январе 1936 года Рамбова с мужем впервые побывала в Египте, где посетила древние памятники Мемфиса, Луксора и Фив, которые произвели на неё огромное впечатление и определили её дальнейшие интересы. Вскоре после их возвращения в Испанию там началась гражданская война, и её супруг вступил в ряды профашистской националистической армии. Сама Рамбова покинула Испанию, поселившись в семейном замке в Ницце. К тому моменту отношения между супругами накалились, и вскоре пара рассталась. После вторжения нацистов во Францию в июне 1940 года Рамбова вернулась в Нью-Йорк.
В 1940-е года она увлеклась метафизикой, астрологией, соединив это со своей любовью к египтологии. Рамбова дважды получила крупные частные гранты на изучение символов и систем верований Древнего Египта. В 1954 году она передала в дар Университету Юты свою обширную коллекцию египетских артефактов, накопленных за время экспедиций.
В начале 1950-х годов у Рамбовой развилась склеродермия, что впоследствии привело к расстройствам психики и недоеданию. В 1965 году ей был поставлен диагноз параноидальный психоз, после чего двоюродная сестра перевезла её к себе в Калифорнию. Последний год своей жизни Наташа Рамбова провела в больнице и доме престарелых, где скончалась от сердечного приступа в возрасте 69 лет. Её тело было кремировано, а прах развеян в лесу на севере Аризоны.
В 1975 году на экраны вышел фильм «Легенда Валентино», где роль Рамбовой исполнила Иветт Мимо, а в картине «Валентино» 1977 года её сыграла Мишель Филлипс. Персонаж Рамбовой также появляется в беллетризованном виде в сериале «Американская история ужасов: Отель» в исполнении Александры Даддарио.